# Министерство обороны Австралии
Министерство обороны Австралии (англ. Department of Defence) — организация отвечающая за оборону Австралии, является федеральным министерством правительства.
23 января 2023 года правительство Австралии заявило о планах приобретения усовершенствованных морских мин для защиты своих портов и морских путей от действий «потенциального агрессора». Сообщение было сделано на фоне заявлений КНР о планах усиления своего влияния в Тихоокеанском регионе. В заявлении министерства обороны Австралии говорится, что так называемые «умные мины» способны отличать военные корабли от кораблей других типов.

## Подчинённые структуры
Министерство обороны подчинённы:
- Армия Австралии
- Королевские военно-воздушные силы Австралии
- ВМС Австралии
- Объединённое командование операциями
- Заместитель начальника группы сил обороны
- Организация оборонного хозяйства Австралии